# Telewizja Starachowice
Telewizja Starachowice – jeden z najstarszych nadawanych nieprzerwanie kanałów dostępnych wyłącznie drogą kablową. Stacja nadaje od 1992 roku w Starachowicach w telewizji kablowej Vectra (wcześniej Elsat 21).
Premierowy program Telewizji Starachowice nadawany jest codziennie o godz. 17:30, trwa godzinę powtarzany jest przez całą dobę. Stacja przygotowuje lokalny serwis informacyjny, relacje z wydarzeń kulturalnych, sportowych oraz sesji rady miasta i powiatu. Produkuje także różnego rodzaju inne programy lokalne oraz audycje sponsorowane. Część ramówki wypełniają audycje innych telewizji lokalnych wchodzących w skład sieci Vectra Media.

## Skład redakcji
- Anna Pryciak-Jagielska
- Iwona Bryła
- Dariusz Tamiołło

## Programy Telewizji Starachowice
- Fakty Starachowickie
- Flesz - Informator Prezydenta Miasta
- Powiatowy Informator Samorządowy
- Zdrowym Być - od maluszka do staruszka
- Ćwicz z Wikingiem
- Rozmowa Tygodnia